# Jardín Botánico Jindaiji
El Jardín Botánico Jindaiji en japonés: 神代植物公園 Jindai shokubutsu kōen, es un jardín botánico, de 425,433 m² de extensión, en Chōfu de la ciudad de Tokio, Japón.
El código de reconocimiento internacional del Jindai shokubutsu kōen como institución botánica (en el Botanical Gardens Conservation International - BGCI), así como las siglas de su herbario es JINDA.

## Localización
Se encuentra en al borde de la meseta Musashino justo por encima del Templo Jindaiji.
Jindai shokubutsu kōen Jindaiji Motomachi 5-31-1-Chōfu-shi, Tokio-ken 182-0017, Honshu-jima Japón.
Planos y vistas satelitales.35°40′16.9″N 139°32′45.28″E / 35.671361, 139.5459111
- Altitud: de 83 m s. n. m.
- Temperatura media anual: 16,6 °C (de 1976 a 1991)
- Precipitaciones medias anuales: 1 632 mm (de 1976 a 1991)

Para llegar desde Chofu (la línea Keio)
Con el autobús de Odakyū, destino Mitaka o Kichijoji. Bajarse en Jindaiji o en la parada de Shokubutsu Koen Mae.
El jardín es visitable por el público en general, de 9:00 a 16:30, se cierra los lunes, pagando una tarifa de entrada.

## Historia
El lugar que ocupa el jardín botánico de Jindaiji fue una vez parte de una fortaleza medieval hasta 1537. La fortaleza se convirtió más tarde en unos viveros que proveían de árboles para las calles de Tokio.
Fue abierta al público como "Jindai Ryokuchi (緑地 pulmón verde)" en 1961 dándole su nombre actual cuando se convirtió en el primer jardín botánico en Tokio.
En la zona, colina abajo, se encuentra el Templo Jindaiji que es el segundo más viejo de Tokio, fundado en el 733, todavía preserva la atmósfera de varios siglos atrás.
Si bien en un destino turístico durante todo el año, hay 2 períodos festivos que lo hacen especialmente atractivo, uno es en Año Nuevo y el otro en Darumaichi a principios de marzo.
Las corrientes y las pequeñas charcas nos recuerdan que esto es un templo del agua, célebre por sus fuentes naturales de aguas cristalinas que proceden del borde de la meseta de Musashino. En varios puestos ambulantes se venden juguetes, cerámica, y unas tortas de arroz de mochi asadas a la parrilla delante del comprador.

## Colecciones

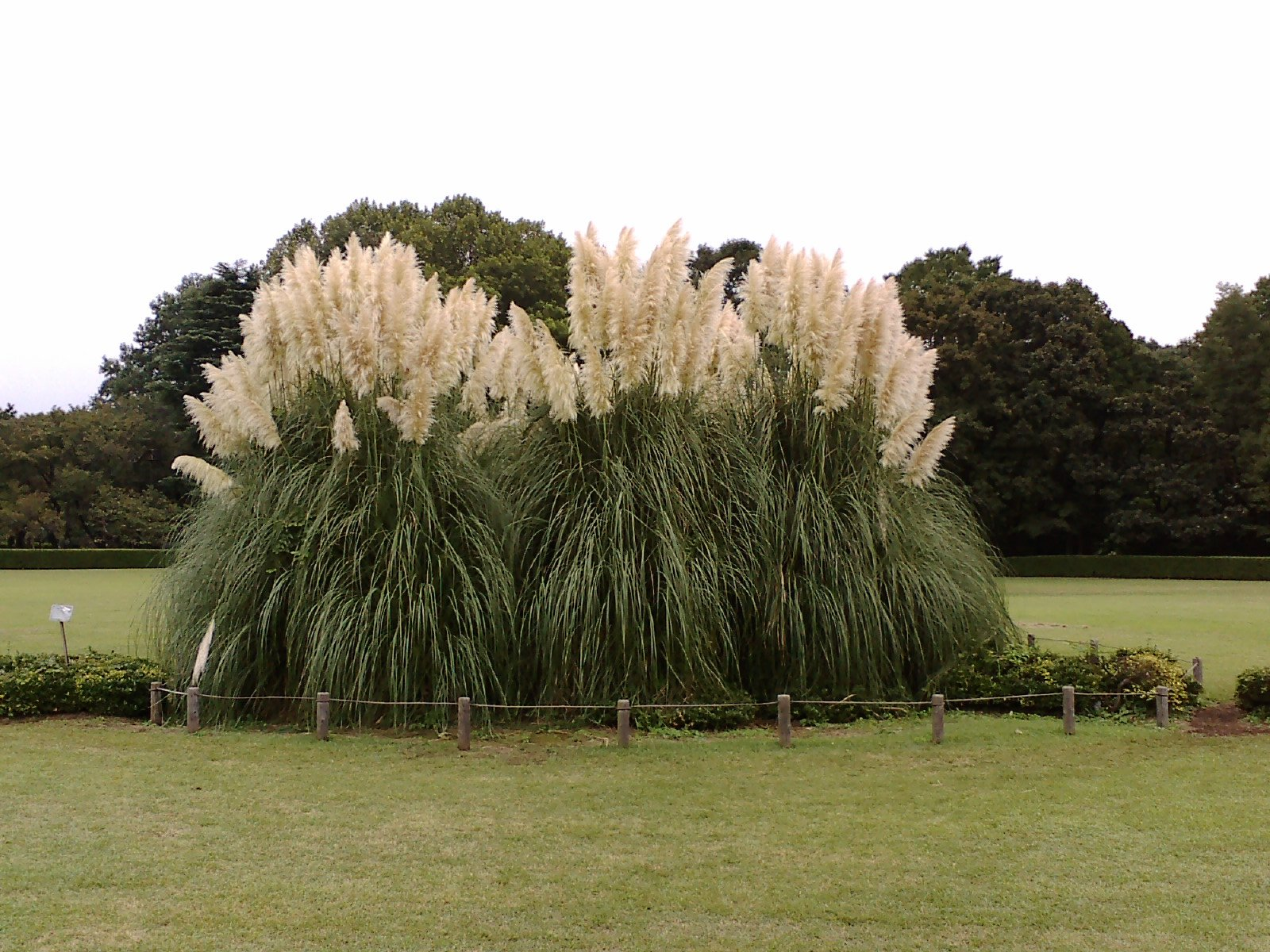
Hierba de la Pampa, en la zona 大芝生 del Jindai Botanical Garden, con una altura de 4 metros y un diámetro de 7 metros, con unos 40 años de edad en 2007.

Este jardín divide su espacio en 30 secciones, donde se incluyen especies y variedades de plantas agrupadas por un tema.
Este jardín botánico alberga unos 100.000 árboles y arbustos que representan aproximadamente 4500 variedades, cada uno con una placa que lo identifica.
Son de destacar las secciones de:
- Colección de plantas nativas de Japón.
- Colección de ciruelos con 280 accesiones de 110 taxones.
- Colección de cerezos con 1,100 árboles.
- Rhododendron
- Azaleas con 12,000 accesiones de 300 taxones.
- Cornus.
- Camellia,
- Iris,
- Peonias.
- Rosas.
- Wisterias.
- Invernadero con 650 spp. incluyendo Begonia y lirios de agua.
- Plantas acuáticas.

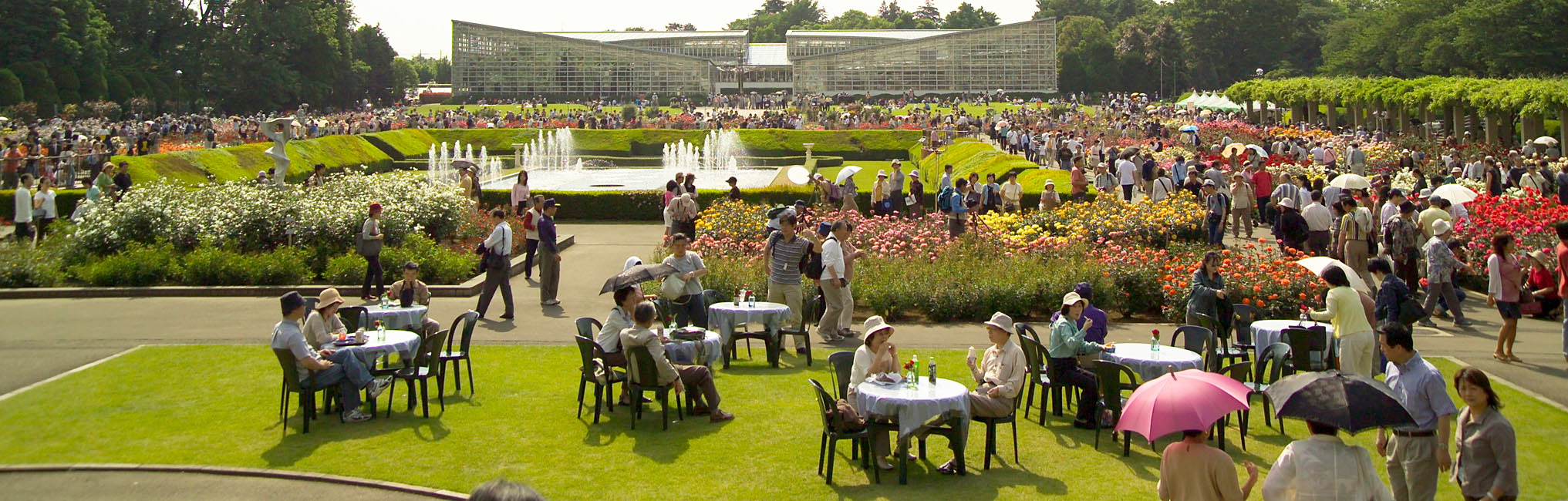
La rosaleda del Jardín Botánico Jindaiji.

El parque tiene un programa de protección y conservación de plantas, para preservar especies japonesas en peligro.
También se organizan exposiciones y las actividades relacionadas con cultivos de un huerto como actividad de ocio para los ciudadanos locales.